# Sans raison
Sans raison (Predator, dans l'édition originale en anglais) est un roman policier et thriller américain de Patricia Cornwell publié en 2005. C'est le quatorzième roman de la série mettant en scène le personnage de Kay Scarpetta.

## Résumé
Kay Scarpetta, promue consultante à l'Académie nationale des sciences légales de Floride, se trouve plongée dans une affaire de meurtres où les indices matériels divergent mais semblent confirmer l'hypothèse d'un tueur agissant sans mobile. Parallèlement, elle enquête sur l'étrange disparition, dans un quartier en apparence tranquille, de quatre personnes. Marino, lui, découvre, dans une maison voisine, le corps martyrisé d'une femme... Pour élucider ces affaires, Kay Scarpetta dispose des seules informations que lui fournit un psychopathe : est-ce pour l'aider ou, au contraire, pour brouiller les pistes, sans raison ?

## Éditions
Édition originale américaine
- (en) Patricia Cornwell, Predator, New York, G. P. Putnam's Sons, 25 octobre 2005, 406 p. (ISBN 978-0-399-15283-2, LCCN 2005051540)

Éditions françaises
- Patricia Cornwell et Andrea H. Japp (traductrice) (trad. de l'anglais), Sans raison [« Predator »], Paris, Éditions des Deux Terres, 16 mars 2006, 448 p. (ISBN 2-84893-028-4, BNF 40128413)
- Patricia Cornwell et Andrea H. Japp (traductrice) (trad. de l'anglais), Sans raison [« Predator »], Paris, Librairie générale française, coll. « Le Livre de poche Thriller » (no 37270), 27 février 2008, 499 p. (ISBN 978-2-253-11906-7, BNF 41220042)